# Idris (profeet)
Idris (Arabisch: إدريس) was een profeet en een van de achterkleinkinderen van de profeet Sheeth (Seth) en zou in Babylonië of in Egypte hebben geleefd. Binnen de islamitische traditie wordt in het algemeen Idris, na Adam en zijn zoon Sheeth, als de derde profeet gezien die door God gezonden werd.
Zijn werkelijke naam zou Ahnoeh (Hanoeh) zijn en in de Koran zou hij de bijnaam Idris gekregen hebben vanwege zijn toewijding aan de studie van de heilige geschriften van zijn voorouders Adam en Sheeth.
Idris werd zes generaties na de eerste profeet, Adam, geboren. Zijn lijn is Idris bin Jared bin Mahalalel bin Kenan bin Anush bin Sheeth bin Adam. Zijn moeder zou Berra of Asvad heten. Idris had veel zonen, onder wie Metusalem.
Idris zou rond zijn 40e als profeet geroepen zijn door God en vier keer een openbaring van de engel Djibriel (Gabriël) hebben ontvangen en deze gedurende 105 of 120 jaar gepreekt hebben aan de mensen. Zijn optreden viel in de tijd toen mensen het vuur begonnen te aanbidden. Hij kende 72 talen en benaderde elke stam in zijn eigen taal. Hij deelde zijn tijd in tweeën, zodat hij drie dagen van de week bij zijn volk predikte en vier dagen uitsluitend besteedde aan de aanbidding van God. Slechts zeer weinig mensen zouden in hem geloven. Verder zou Idris 100 steden hebben gebouwd.
Volgens overleveringen was Idris de eerste mens die een pen gebruikte, kleren naaide en die ook droeg. Ook was hij een van de eersten die de beweging van de sterren kon observeren en wetenschappelijke maten en gewichten kon definiëren. Ibn Arabi uit Al-Andalus beschreef Idris als de "profeet van de filosofen" en er worden een aantal werken aan hem toegeschreven. Sommige geleerden schreven commentaren op deze vermeende werken.
Sommige wonderen van Idris waren het voorspellen van toekomstige profeten en hun kenmerken, de zondvloed, het weten van het aantal bladeren aan een boom en wolken op laten komen of weg laten varen.
In de Koran zijn er in totaal vier Koranverzen over Idris geopenbaard en wordt hij door God samen met de profeten Ismail en Zulkifl geloofd.
Idris zou op een Asjoera-dag ten hemel zijn gevaren en is daarmee samen met Ilyas en Isa een van de drie profeten die niet gestorven zijn.
Volgens een hadith zou Mohammed hebben gezegd: Tijdens de hemelvaart ben ik op de vierde hemel Idris tegengekomen. Gabriël zei tegen mij: "Hij die jij nu ziet, is Idris. Groet hem." Daarop groette ik hem. Hij reageerde op mijn groet en zei dan "Gegroet, rechtvaardige vriend, rechtvaardig profeet." (overgeleverd door Bukhari en Muslim).

## Boeken
Idris zou van God 30 bladeren aan openbaring hebben ontvangen. Deze zouden mogelijk de drie boeken van Henoch zijn.